# Frank Swaelen
Frank Marcel Gerard Swaelen (Antwerpen, 23 maart 1930 – aldaar, 23 december 2007) was een Belgisch christendemocratisch politicus voor de CVP.

## Levensloop
Frank Swaelen liep school aan het Sint-Lievenscollege in Antwerpen en studeerde rechten aan de Katholieke Universiteit Leuven, waar hij in 1953 promoveerde tot doctor in de rechten. In 1955 ging hij aan de slag bij de Nationale Confederatie van Ouderverenigingen (NCVOV). Van 1956 tot 1966 was hij secretaris-generaal hiervan. In deze functie was hij ook betrokken bij de besprekingen waaruit het Schoolpact voortkwam. Van 1956 tot 1964 was hij lid van het nationaal bureau van CVP-Jongeren. In deze periode was hij ook hoofdredacteur van het tijdschrift van CVP-Jongeren. Van 1964 tot 1966 was hij er de voorzitter van. Van 1966 tot 1976 was hij algemeen politiek secretaris van de CVP.
In 1968 werd hij lid van de Kamer van volksvertegenwoordigers voor het kiesarrondissement Antwerpen en bleef dit tot in 1985. In de Kamer was hij van 1979 tot 1980 ondervoorzitter van de CVP-fractie. Swaelen was ook actief in de lokale politiek: van 1971 tot 1996 was hij gemeenteraadslid en van 1977 tot 1988 burgemeester van Hove. Hij zorgde ervoor dat het gemeentecentrum werd omgebouwd van een oude kasseiweg tot een moderne brede boulevard. Er kwamen ook verschillende nieuwe verkavelingen in de gemeente (NLM-wijk en de verkaveling achter het gemeentehuis). Hove kreeg een sporthal en een cultureel centrum. Politieke analisten beweren dat hij ervoor zorgde dat het kleine Hove in 1976 aan de gemeentelijke fusies ontsnapte.
Van 1973 tot 2002 was hij lid van de raad van bestuur van het Gemeentekrediet van België om er in 1986, voor een periode van acht jaar, voorzitter van te worden.
Hoewel hij de onderwijsspecialist van zijn partij was, was hij van 1980 tot 1981 minister van Landsverdediging in de regering-Martens IV en daarna de regering-M. Eyskens. Vervolgens was hij van 1981 tot 1988 partijvoorzitter van de CVP.
Van 1985 tot 1999 zetelde Swaelen als rechtstreeks gekozen senator in de Senaat. Van 1988 tot 1999 was hij de voorzitter van deze assemblee. In die hoedanigheid zat hij onder meer de Rwandacommissie voor. Een vlek op zijn voorzitterschap is de zitting van de Verenigde Kamers van 9 augustus 1993 waarin Albert II de eed aflegde als koning en de libertijn Jean-Pierre Van Rossem de zitting verstoorde door "Vive la république d'Europe, vive Julien Lahaut" te roepen. Swaelen riep hem vervolgens tot de orde: "Mijnheer, uw gedrag is onwaardig en schandalig, en het hele land zal u veroordelen", wat op veel applaus kon rekenen in de plenaire zaal. Ook was hij vanaf 1992 voorzitter van de Belgische afvaardiging in de parlementaire assemblee van de Organisatie voor Veiligheid en Samenwerking in Europa en was hij van 1994 tot 1996 de voorzitter van deze assemblee.
In de periode december 1971-oktober 1980 zetelde hij als gevolg van het toen bestaande dubbelmandaat ook in de Cultuurraad voor de Nederlandse Cultuurgemeenschap, die op 7 december 1971 werd geïnstalleerd. Van januari tot oktober 1980 zat hij er korte tijd de CVP-fractie voor. Vanaf 21 oktober 1980 tot mei 1995 was hij lid van de Vlaamse Raad, de opvolger van de Cultuurraad en de voorloper van het huidige Vlaams Parlement.
In 1995 werd hij door de koning tot minister van Staat benoemd. In 1999 trok hij zich terug uit de actieve politiek nadat hij de Senaat meer dan tien jaar had geleid. Hij bleef nog voorzitter van de Karel de Grote-Hogeschool, een functie die hij uitoefende van 1994 tot 2005, en van het IT-bedrijf Real Software in Kontich (2001-2002). Vanaf 1993 was hij ook voorzitter van de Dienst Investeringen van het Katholiek Onderwijs.
Eind 2007 overleed Frank Swaelen op 77-jarige leeftijd in Antwerpen. Verschillende politici, onder meer premier Guy Verhofstadt, loofden Swaelen vanwege zijn bijdragen aan de Belgische en internationale politiek. CD&V-interim-voorzitter Etienne Schouppe noemde hem een "groot christendemocratisch voorman".

## Eretekens
- België: Minister van Staat
- België: Grootlint Leopoldsorde
- België: Grootkruis Orde van Leopold II
- Luxemburg: Grootkruis Orde van de Eiken Kroon